# 劉鴻盤
刘鸿盘，字苏岚，陕西韩城县人，清初政治人物。

## 生平
顺治二年（1645年）乙酉科陕西乡试解元，任江南泾县知县。邑城西面临河，经常受到河水侵蚀，鸿盘兴建护堤，防治水患。顺治十六年（1659年），郑成功挥师北上，攻打京口，清廷在周边郡县大肆搜捕，株连论罪者甚多。刘鸿盘亦被谪，但坚保官民，受到民众缅怀。